# Devlin Weed
Devlin Weed, född 5 januari 1966 i Compton i Kalifornien, är en amerikansk skådespelare och regissör inom pornografisk film. Weed har medverkat i över 1 300 filmer sedan debuten 1994, inklusive flera med Ashley Blue. Han har även regisserat minst 17 filmer.